# Oz Perkins
Oz Perkins, właśc. Osgood Robert Perkins II (ur. 2 lutego 1974 w Nowym Jorku) – amerykański aktor filmowy i telewizyjny, reżyser oraz scenarzysta.

## Życiorys
Syn aktora Anthony’ego Perkinsa oraz fotografki i aktorki Berry Berenson, która zginęła w zamachach na World Trade Center 11 września 2001 roku. Brat muzyka Elvisa Perkinsa, wnuk aktora teatralnego Osgooda Perkinsa oraz prawnuk włoskiej projektantki mody Elsy Schiaparelli.
Zadebiutował jako aktor w wieku dziewięciu lat, w 1983 roku, w filmie Psychoza 2 (Psycho II), w którym wcielił się w postać dwunastoletniego Normana Batesa, postaci, którą grał jego ojciec. Od tamtej pory pojawił się w kilku filmach kinowych, m.in. w Legalnej blondynce (Legally Blonde, 2001), obok Reese Witherspoon, w Hotel umarlaków (Dead & Breakfast, 2004) Matthew Leutwylera, w parodii To nie jest kolejna komedia dla kretynów (Not Another Teen Movie, 2001), czy przy boku Maggie Gyllenhaal i Jamesa Spadera w czarnej komedii Sekretarka (Secretary, 2002). Występuje również w telewizji.
Autor scenariuszy filmowych. Na kanwie jednego z nich powstał horror The Girl in the Photographs (2015), wyprodukowany przez Wesa Cravena. Wyreżyserował horrory: Zło we mnie (2015), I Am the Pretty Thing That Lives in the House (2016), Małgosia i Jaś (2020), Kod zła (2024) i Małpa (2025).